# Amtsgericht Rosenberg O.S.
Das Amtsgericht Rosenberg O.S. war ein preußisches Amtsgericht mit Sitz in Rosenberg O.S.

## Geschichte
In Rosenberg O.S. bestand von 1849 bis 1879 das Kreisgericht Rosenberg. Das königlich preußische Amtsgericht Rosenberg O.S. wurde mit Wirkung zum 1. Oktober 1879 als eines von 13 Amtsgerichten im Bezirk des Landgerichtes Oppeln im Bezirk des Oberlandesgerichtes Breslau gebildet. Der Sitz des Gerichtes war Rosenberg O.S. Sein Gerichtsbezirk umfasste den Kreis Rosenberg O.S. außer den Teilen die den Amtsgerichten Creuzburg und Landsberg O.S. zugeordnet waren. Am Gericht bestanden 1880 drei Richterstellen. Das Amtsgericht war damit ein mittelgroßes Amtsgericht im Landgerichtsbezirk.
Im Jahre 1945 wurde der Amtsgerichtsbezirk unter polnische Verwaltung gestellt, und die deutschen Einwohner wurden vertrieben. Damit endete auch die Geschichte des Amtsgerichtes Rosenberg O.S. Heute besteht das polnische Sąd Rejonowy w Oleśnie als Eingangsgericht.